# 哈威
哈威（英語：Hawai）是印度阿鲁纳恰尔邦安娇县的首府。該地海拔1296公尺，位於魯希特河河畔。當地居民多為米教支系的僜人（格曼人），哈威在當地語言中為「池塘」的意思。印度政府正計劃在阿鲁纳恰尔邦建築從達旺縣通往長朗縣、長約2000公里的邊疆公路，預計將通過哈威。